# Uppercase Print
Pour plus de détails, voir Fiche technique et Distribution.
Uppercase Print (Tipografic Majuscul) est un film roumain réalisé par Radu Jude, sorti en 2020.

## Synopsis
Mêlant images d’archives diverses et reconstitution des dépositions faite à la Securitate (police politique roumaine sous Ceaucescu) de divers témoins, le film retrace un événement de 1981: des inscriptions à la craie sur des panneaux de chantier à Botosani (ville de Roumanie) en faveur de la démocratie et de la liberté. L’enquête gigantesque qui est lancée va démasquer le coupable, un jeune de 16 ans au moment des faits nommé Mugur Calinescu (voir page Wikipedia en roumain). Celui-ci le paiera de sa vie quelques années plus tard (mort en février 1985 à 19 ans) dans des circonstances peu claires.

## Fiche technique
- Titre français : Uppercase Print
- Titre original : Tipografic Majuscul
- Réalisation : Radu Jude
- Scénario : Gianina Carbunariu et Radu Jude
- Photographie : Marius Panduru
- Montage : Catalin Cristutiu
- Pays d'origine : Roumanie
- Format : Couleurs - 35 mm
- Genre : drame
- Durée : 128 minutes
- Date de sortie :
  -  Roumanie : 21 février 2020

## Distribution
- Serban Lazarovici : Mugur Călinescu
- Bogdan Zamfir : agent de sécurité
- Ioana Iacob : la mère
- Serban Pavlu : Tatăl

## Distinction

### Sélection
- Listapad 2020 : sélection en compétition internationale

- Black Movie 2021, festival de films indépendants de Genève : sélection en section War Zone